# Rom (Marvel Comics)
Rom (noto anche come Rom the Spaceknight) è un supereroe cosmico dei fumetti dell'universo Marvel. Nato come action figure, il personaggio compare per la prima volta nei fumetti in Rom: Spaceknight n.1 (dicembre 1979) realizzato da Bill Mantlo e Sal Buscema. Nel 2015 i diritti del personaggio sono stati acquistati dalla Hasbro insieme all'annuncio di una nuova serie a fumetti dalla IDW comics. Nel maggio 2023, la Marvel ha nuovamente ottenuto i diritti per iniziare a pubblicare il personaggio.

## Storia editoriale

### Giocattolo
Rom The Spaceknight fu originariamente un'action figure ideata da Scott Dankman, Richard C. Levy, e Bryan L. McCoy. Venne venduto alla Parker Brothers e fu l'ispirazione per la serie a fumetti. Il giocattolo si chiamava originariamente COBOL ma venne poi chiamato in Rom, prendendo il nome da ROM (Read-Only Memory) dalla Parker Brothers.
Il giocattolo rappresentò una svolta per la Parker Brothers, che fino ad allora produceva principalmente giochi da tavolo, e dato che i giocattoli elettronici erano allora ancora nuovi, fu presa la decisione di produrre la figure il più economicamente possibile. Di conseguenza, il giocattolo aveva pochi punti di articolazione e due piccole lenti rosse facevano da occhi per Rom invece di essere verdi, come originariamente ideato, che erano più costosi da fare.
Poco dopo il suo debutto, Rom apparve in un angolo della copertina del numero di Time del 10 dicembre 1979. Viene menzionato nell'articolo Those Beeping, Thinking Toys dove veniva criticata la carenza di articolazioni del giocattolo.

### Serie a fumetti
Per creare interesse verso il giocattolo, la Parker Brothers diede la licenza del personaggio alla Marvel Comics, che realizzò una serie a fumetti con Rom protagonista. Il fumetto espanse la premessa che Rom è un cyborg, dandogli una storia di origini, personalità, antagonisti e personaggi di support, oltre che interazioni con alcuni personaggi dell'universo Marvel. La serie venne scritta da Bill Mantlo e disegnata da Sal Buscema.
Il giocattolo tuttavia ebbe scarso successo: dopo aver venduto solo dalle 200.000 alle 300.000 unità negli Stati Uniti, la Parker Brothers abbandonò la linea.
Il fumetto ebbe una vita più lunga del giocattolo che pubblicizzava. La serie a fumetti durò 75 numeri dal dicembre 1979 al febbraio 1986 e gli incontri di Rom con vari eroi e cattivi lo resero parte della continuity della Marvel.

## Biografia del personaggio
Il Direttore Primario del pianeta Galador, dopo aver appreso di un attacco degli Spettri Neri che aveva distrutto un'intera flotta spaziale, ricercò tra la popolazione del suo pianeta dei volontari, che sacrificassero i loro corpi umani per essere sottoposti a una trasformazione chirurgica che li avrebbe resi un esercito di cyborg guerrieri chiamati Cavalieri Spaziali, che si sarebbero adattati ai rigori dello spazio esterno. Rom, il primo tra milioni a rispondere alla pubblica chiamata, fu uno dei circa cento che vennero accettati e trasformati. Venne sottoposto a un'operazione chirurgica durante la quale il suo cervello venne trapiantato in un esoscheletro composto da circuiti cibernetici e in un'armatura, all'interno della quale erano stati innestati i suoi centri nervosi. Il resto del corpo originale di Rom, unitamente ai corpi degli altri Cavalieri, venne tenuto al sicuro su Galador. I Galadoriani, infatti, intendevano, una volta terminata la guerra con gli Spettri Neri, ridare ai Cavalieri Spaziali la loro umanità.
Rom e gli altri Cavalieri abbandonarono Galador per inseguire gli Spettri Neri attraverso l'Universo, inseguimento che durò quasi duecento anni. Quando una sonda galadoriana rilevò una massiccia concentrazione di Spettri Neri sulla Terra, dove gli alieni mutaforma si erano mischiati in mezzo agli altri esseri umani, Rom si offrì volontario per andare sulla Terra ed affrontare la minaccia degli Spettri da solo, dal momento che la presenza dell'armata dei Cavalieri Spaziali avrebbe senza dubbio messo in allarme la popolazione locale. Mentus, reggente di Galador, accettò la proposta di Rom, che così approdò sulla Terra, per la precisione nella città di Clairton, West Virginia.
I primi suoi atti lo portarono ad incontrare e salvare due persone, Archie Stryker e Brandy Clark, che vennero messe a conoscenza della minaccia che gravava sulla loro città. Nel frattempo, ritenendosi indifesi senza i Cavalieri Spaziali, i galadoriani crearono una nuova generazione di Cavalieri Spaziali cyborg, che si rivelarono più potenti e veloci degli originali.
La guerra di Rom contro gli Spettri andò avanti tra poche vittorie e numerose disgrazie, in quanto i malvagi alieni riuscirono ad uccidere gran parte della popolazione di Clairton, incluso Brock Jones, l'eroe noto come Torpedo. Brandy Clark, tuttavia, che si era innamorata di Rom, non venne uccisa. Nel tentativo di divenire simile a lui, venne magicamente unita all' armatura della deceduta Starshine per mano dello Spettro Nero chiamato Dottor Dredd. Come nuova Starshine, Brandy divenne fedele alleata di Rom nella guerra contro gli Spettri Neri, ma alla fine ritornò alla sua forma umana grazie alla creatura nota come Hybrid.
Intento degli Spettri era far sì che il loro mondo, Wraithworld, si fondesse con la Terra e ne prendesse il posto. Un gran numero di supereroi terrestri si unì allora a Rom nella battaglia finale contro gli Spettri, mentre il loro mondo iniziava ad avvicinarsi. Poi, nello spazio, Rom usò il neutralizzatore per dare potenza a un neutralizzatore ancora più grande progettato da Forge. Rom rivolse il potere di questo immenso neutralizzatore contro Wraithworld, annullando le sue energie mistiche e facendo sì che il pianeta cessasse di esistere. Dal momento che gli Spettri Neri sparsi in tutto l'universo traevano le loro energie mistiche da Wraithworld, nessuno di loro poté più far uso della magia. Rom allora approfittò della situazione e usò il neutralizzatore per bandire tutti i rimanenti Spettri presenti sulla Terra nel Limbo (anche se è certo che vi siano altri Spettri in giro per l'universo). Completata la sua missione, Rom abbandonò il pianeta blu per tornare a viaggiare nello spazio esterno.
Qualche tempo dopo, l'Arcano spedì Brandy Clark su Galador, dove scoprì che una nuova generazione di Cavalieri Spaziali aveva preso il controllo del pianeta ed annientato gran parte della sua popolazione. Grazie ad un portale spaziale Shi'Ar, anche Rom ed un gruppo di altri Cavalieri noti come lo Squadrone dei Cavalieri Spaziali raggiunsero Galador. Tuttavia ciò non impedì che uno dei Cavalieri Spaziali malvagi, Heatwave, distrusse i corpi criogenicamente preservati della prima generazione di Cavalieri, mentre i suoi compagni uccidevano i rimanenti galadoriani.
Il leader della seconda generazione, Dominor, aveva inizialmente sperato che i suoi Cavalieri sarebbero ritornati a una forma umana e sarebbero stati i progenitori di una nuova e più forte razza galadoriana. Tuttavia, Dominor in seguito progettò di sposare Brandy Clark, di modo tale da divenire lui stesso progenitore di questa nuova razza. Rom si oppose però ai suoi piani e lo sconfisse in battaglia. Preda della disperazione, Dominor usò allora il Neutralizzatore di Rom per suicidarsi.
Gli altri componenti della prima generazione di Cavalieri Spaziali trovarono Rom su Galador, mentre Brandy scopriva le porzioni di corpo criogenicamente preservate del suo corpo: non erano state dunque distrutte. Rom poté così tornare alla sua forma umana e sposare Brandy Clark.
Insieme divennero i progenitori di una nuova razza galadoriana ed ebbero due figli: Tristan e Balin.

## Poteri e abilità
Come Cavaliere Spaziale, Rom possedeva una speciale armatura che gli donava forza e resistenza sovraumana alle lesioni, anche nel vuoto dello spazio. L'armatura era in grado di volare grazie a due razzi gemelli piazzati sui piedi, inoltre poteva riparare i danni e possedeva sensori in grado di localizzare alterazioni nello spazio.
Rom utilizzava molti dispositivi tecnologici, solitamente collocati, se non usati, in una tasca iper-dimensionale. Tra questi un analizzatore capace di esaminare la struttura molecolare di un essere per stabilire se la sua fisiologia fosse aliena, nonché un traduttore capace di comprendere ogni linguaggio.
La sua arma principale, però, era il neutralizzatore. Capace di neutralizzare i campi di energia, quando il suo raggio veniva diretto contro uno Spettro Nero esso veniva esiliato nel Limbo. A piena potenza, il neutralizzatore era potenzialmente in grado di uccidere qualsiasi essere vivente. A bassa potenza, invece, il neutralizzatore poteva annullare le radiazioni velenose. Solo gli Spettri Neri potevano essere spediti nel Limbo: gli umani non potevano sostenere l'energia necessaria per il trasferimento. Chiunque eccetto Rom abbia tentato di usare (non semplicemente toccare) il neutralizzatore è stato distrutto.